# Багамские Острова на летних Олимпийских играх 2024

## Квалификация
| № п/п | Вид спорта      | Мужчины        | Мужчины                | Женщины        | Женщины                | Всего          | Всего                  |
| № п/п | Вид спорта      | Завоевано квот | Количество спортсменов | Завоевано квот | Количество спортсменов | Завоевано квот | Количество спортсменов |
| ----- | --------------- | -------------- | ---------------------- | -------------- | ---------------------- | -------------- | ---------------------- |
| 1     | Лёгкая атлетика | 8              | 9                      | 6              | 7                      | 15             | 16                     |
| 2     | Плавание        | 1              | 1                      | 1              | 1                      | 2              | 2                      |
|       | ИТОГО           | 9              | 10                     | 7              | 8                      | 17             | 18                     |

## Состав команды
Лёгкая атлетика
1. Терренс Джонс[англ.]
2. Ванья Маккой[англ.]
3. Иан Керр[англ.]
4. Стивен Гардинер
5. Антуан Эндрюс[англ.]
6. Венделл Миллер[англ.]
7. Алонсо Расселл
8. Дональд Томас
9. Кен Маллингс[англ.]
10. Шона Миллер-Уйбо
11. Девинн Чарльтон[англ.]
12. Чаризма Тэйлор[англ.]
13. Дениша Картрайт[англ.]
14. Джавонья Валкурт[англ.]
15. Квинси Пенн[англ.]
16. Рема Отабор[англ.]

 Плавание
1. Ламар Тэйлор[англ.]
2. Ранишка Гиббс[англ.]

## Легкая атлетика
Легкоатлеты Багамских островов выполнили нормативы для участия в Играх 2024 года, пройдя прямую квалификацию или по мировому рейтингу, в следующих соревнованиях:
Беговые дисциплины
Мужчины
| Терренс Джонс   | 100 м     | 10,31 | 6   | —                    | —                    | завершил выступление | завершил выступление | завершил выступление | завершил выступление |                      |                      |
| Ванья Маккой    | 100 м     | 10,24 | 5   | —                    | —                    | завершил выступление | завершил выступление | завершил выступление | завершил выступление |                      |                      |
| Ванья Маккой    | 200 м     | 20,35 | 2 Q | —                    | —                    | 20,61                | 5                    | завершил выступление | завершил выступление | завершил выступление | завершил выступление |
| Иан Керр        | 200 м     | 20,53 | 5 R | 20,60                | 3                    | завершил выступление | завершил выступление | завершил выступление | завершил выступление |                      |                      |
| Стивен Гардинер | 400 м     | DNS   | DNS | завершил выступление | завершил выступление | завершил выступление | завершил выступление | завершил выступление | завершил выступление |                      |                      |
| Антуан Эндрюс   | 110 м с/б | 13,43 | 2 Q | —                    | —                    | 13,43                | 8                    | завершил выступление | завершил выступление | завершил выступление | завершил выступление |

Женщины
| Спортсмен        | Дисциплина | Забеги    | Забеги | Утеш. забеги | Утеш. забеги | Полуфиналы            | Полуфиналы            | Финал                 | Финал                 |
| Спортсмен        | Дисциплина | Результат | Место  | Результат    | Место        | Результат             | Место                 | Результат             | Место                 |
| ---------------- | ---------- | --------- | ------ | ------------ | ------------ | --------------------- | --------------------- | --------------------- | --------------------- |
| Шона Миллер-Уйбо | 400 м      | 2.22,29   | 7 R    | 53,50        | 7            | завершила выступление | завершила выступление | завершила выступление | завершила выступление |
| Девинн Чарльтон  | 100 м с/б  | 12,71     | 2 Q    | —            | —            | 12,50                 | 2 Q                   | 12,56                 | 6                     |
| Чаризма Тэйлор   | 100 м с/б  | 12,78     | 4 q    | —            | —            | 12,63                 | 3                     | завершила выступление | завершила выступление |
| Дениша Картрайт  | 100 м с/б  | 12,89     | 4      | 13,45        | 7            | завершила выступление | завершила выступление | завершила выступление | завершила выступление |

Микст
| Спортсмен                                                  | Дисциплина            | Забеги    | Забеги | Финал                 | Финал                 |
| Спортсмен                                                  | Дисциплина            | Результат | Место  | Результат             | Место                 |
| ---------------------------------------------------------- | --------------------- | --------- | ------ | --------------------- | --------------------- |
| Венделл Миллер Джавонья Валкурт Алонсо Расселл Квинси Пенн | Эстафета 4×400 метров | 3.14,58   | 8      | завершили выступление | завершили выступление |

Технические дисциплины
Мужчины
| Спортсмен      | Дисциплина              | Полуфиналы | Полуфиналы | Финал                 | Финал                 |
| Спортсмен      | Дисциплина              | Результат  | Место      | Результат             | Место                 |
| -------------- | ----------------------- | ---------- | ---------- | --------------------- | --------------------- |
| Дональд Томас  | Мужчины прыжки в высоту | NM         | NM         | завершил выступление  | завершил выступление  |
| Чаризма Тэйлор | Женщины тройной прыжок  | 14,01      | 15         | завершила выступление | завершила выступление |
| Рема Отабор    | Женщины метание копья   | 57,67      | 27         | завершила выступление | завершила выступление |

Комбинированные дисциплины – Десятиборье
| Спортсмен    | Вид       | 100 м | ДЛ   | ЯД    | ВЫ   | 400 м | 110 с/б | ДИ    | ШЕ   | КО    | 1500 м  | Сумма | Место |
| ------------ | --------- | ----- | ---- | ----- | ---- | ----- | ------- | ----- | ---- | ----- | ------- | ----- | ----- |
| Кен Маллингс | Результат | 10,60 | 7,36 | 14,19 | 2,02 | 49,43 | 13,70   | 46,07 | 4,80 | 59,83 | 4.55,84 | 8226  | 13    |
| Кен Маллингс | Баллы     | 952   | 900  | 740   | 822  | 841   | 1014    | 789   | 849  | 735   | 584     | 8226  | 13    |

## Плавание
Багамские острова получили два универсальных места для участия в олимпийском турнире пловцов.
Мужчины
| Спортсмен     | Дисциплина                  | Заплывы | Заплывы | Полуфиналы            | Полуфиналы            | Финал                 | Финал                 |
| Спортсмен     | Дисциплина                  | Время   | Место   | Время                 | Место                 | Время                 | Место                 |
| ------------- | --------------------------- | ------- | ------- | --------------------- | --------------------- | --------------------- | --------------------- |
| Ламар Тэйлор  | Мужчины 100 м вольный стиль | 48,84   | 26      | завершил выступление  | завершил выступление  | завершил выступление  | завершил выступление  |
| Ранишка Гиббс | Женщины 50 м вольный стиль  | 26,27   | 31      | завершила выступление | завершила выступление | завершила выступление | завершила выступление |